# Ildikó Szendrődi
Ildikó Kővári z d. Szendrődi (ur. 8 maja 1930 w Budapeszcie, zm. 29 września 2022 tamże) – węgierska narciarka alpejska, uczestniczka zimowych igrzysk olimpijskich 1952 i 1964.

## Osiągnięcia

### Igrzyska olimpijskie
| Miejsce | Dzień     | Rok  | Miejscowość | Konkurencja   | Czas biegu  | Strata   | Zwyciężczyni         |
| ------- | --------- | ---- | ----------- | ------------- | ----------- | -------- | -------------------- |
| 37.     | 14 lutego | 1952 | Oslo        | Slalom gigant | 2:41.7 min  | +34.9 s  | Andrea Mead-Lawrence |
| 32.     | 17 lutego | 1952 | Oslo        | Zjazd         | 2:18.5 min  | +31.4 s  | Trude Jochum-Beiser  |
| 30.     | 20 lutego | 1952 | Oslo        | Slalom        | 2:30.3 min  | +19.7 s  | Andrea Mead-Lawrence |
| 41.     | 3 lutego  | 1964 | Innsbruck   | Slalom gigant | 2:19.24 min | +27.00 s | Marielle Goitschel   |
| 43.     | 6 lutego  | 1964 | Innsbruck   | Zjazd         | 2:22.22 min | +26.83 s | Christl Haas         |
| 26.     | 1 lutego  | 1964 | Innsbruck   | Slalom        | 1:54.91 min | +25.05 s | Christine Goitschel  |